# Джордж Клайн
Джордж Клайн (англ. George Clyne) — державний та політичний діяч Гренади, глава уряду країни упродовж березня — серпня 1961 року.